# Gardenia erubescens
Gardenia erubescens är en måreväxtart som beskrevs av Otto Stapf och John Hutchinson. Gardenia erubescens ingår i släktet Gardenia och familjen måreväxter. Inga underarter finns listade i Catalogue of Life.